# 도쿄도 교통국 10-300형 전동차
도쿄 도 교통국 10-300형 전동차(일본어: 東京都交通局10-300形電車)는 2004년부터 운행하고 있는 도쿄 도 교통국 도영 지하철 신주쿠 선의 전동차이다.
이 차량은 게이오 전철 게이오 선과의 직결 운행에 투입할 목적으로 제작되었다.

## 개요
1978년부터 운행하던 도쿄도 교통국 10-000형 전동차의 노후화에 따른 대차분으로 도입되었다. 수명이 남아있던 기존 도쿄도 교통국 10-000형 전동차의 중간 객차에 선두차만 새로 제작한 10-300R형 전동차와 선두차와 중간 객차까지 새로 제작한 10-300형 전동차로 나뉜다. 10-300형 전동차는 초기 도입분은 동일본 여객철도 E231계 전동차를 기반으로 제작되었고, 후기 도입분은 동일본 여객철도 E233계 전동차를 기반으로 제작되었다.

## 운행 노선

### 현재 운행 노선
- 도에이 지하철 신주쿠 선
- 게이오 신선
- 게이오선
- 게이오 다카오선
- 게이오 사가미하라선

## 편성표

### 10-300R형
|          | ← 게이오 사가미하라선 하시모토・신주쿠모토야와타 → |                                           |                                           |                                           |                                           |                                           |                                           |                                           |
| 형식     | 10-300R형 (9) (Tc2)                                | 10-000형 (8) (M2)                         | 10-000형 (7) (M1)                         | 10-000형 (6) (M2)                         | 10-000형 (5) (M1)                         | 10-000형 (2) (M2)                         | 10-000형 (1) (M1)                         | 10-300R형 (0) (Tc1)                       |
| 탑재기기 |                                                    | CP                                        | CHOP                                      | SIV,CP,BT                                 | CHOP                                      | SIV,CP,BT                                 | CHOP                                      |                                           |
| 차량번호 | 10-319 10-329 10-339 10-349 10-359 10-369          | 10-318 10-328 10-338 10-348 10-358 10-368 | 10-317 10-327 10-337 10-347 10-357 10-367 | 10-316 10-326 10-336 10-346 10-356 10-366 | 10-315 10-325 10-335 10-345 10-355 10-365 | 10-312 10-322 10-332 10-342 10-352 10-362 | 10-311 10-321 10-331 10-341 10-351 10-361 | 10-310 10-320 10-330 10-340 10-350 10-360 |

### E231계 기반 (8량 편성)
|          | ← 게이오 사가미하라선 하시모토・신주쿠모토야와타 →      |                                                         |                                                         |                                                         |                                                         |                                                         |                                                         |                                                         |
| 형식     | 10-300형 (9) (Tc2)                                      | 10-300형 (8) (M2)                                       | 10-300형 (7) (M1)                                       | 10-300형 (6) (T)                                        | 10-300형 (5) (M1)                                       | 10-300형 (2) (M2)                                       | 10-300형 (1) (M1)                                       | 10-300형 (0) (Tc1)                                      |
| 탑재기기 | BT                                                      | SIV,CP                                                  | VVVF                                                    |                                                         | VVVF                                                    | SIV,CP                                                  | VVVF                                                    | BT                                                      |
| 차량중량 | 27.2t                                                   | 29.3t                                                   | 30.2t                                                   | 23.8t                                                   | 28.8t                                                   | 29.4t                                                   | 30.1t                                                   | 27.1t                                                   |
| 차량번호 | 10-379 10-389 10-399 10-409 10-419 10-429 10-439 10-449 | 10-378 10-388 10-398 10-408 10-418 10-428 10-438 10-448 | 10-377 10-387 10-397 10-407 10-417 10-427 10-437 10-447 | 10-376 10-386 10-396 10-406 10-416 10-426 10-436 10-446 | 10-375 10-385 10-395 10-405 10-415 10-425 10-435 10-445 | 10-372 10-382 10-392 10-402 10-412 10-422 10-432 10-442 | 10-371 10-381 10-391 10-401 10-411 10-421 10-431 10-441 | 10-370 10-380 10-390 10-400 10-410 10-420 10-430 10-440 |

### E231계 기반 (10량 편성)
|          | ← 게이오 사가미하라선 하시모토・신주쿠모토야와타 → |                             |                             |                             |                             |                             |                             |                             |                             |                             |
| 형식     | 10-300형 (9) (Tc2)                                 | 10-300형 (8) (M2)           | 10-300형 (7) (M1)           | 10-300형 (6) (T)            | 10-300형 (5) (M1)           | 10-300형 (4) (M1)           | 10-300형 (3) (T)            | 10-300형 (2) (M2)           | 10-300형 (1) (M1)           | 10-300형 (0) (Tc1)          |
| 탑재기기 | BT                                                 | SIV,CP                      | VVVF                        |                             | VVVF                        | VVVF                        |                             | SIV,CP                      | VVVF                        | BT                          |
| 차량중량 | 27.2t                                              | 29.3t                       | 30.2t                       | 23.8t                       | 29.3t                       | 28.6t                       | 23.8t                       | 29.4t                       | 30.1t                       | 27.1t                       |
| 차량번호 | 10-459 10-469 10-479 10-489                        | 10-458 10-468 10-478 10-488 | 10-457 10-467 10-477 10-487 | 10-456 10-466 10-476 10-486 | 10-455 10-465 10-475 10-485 | 10-454 10-464 10-474 10-484 | 10-453 10-463 10-473 10-483 | 10-452 10-462 10-472 10-482 | 10-451 10-461 10-471 10-481 | 10-450 10-460 10-470 10-480 |

### E233계 기반
|          | ← 게이오 사가미하라선 하시모토・신주쿠모토야와타 → | | | | | | | | | |
| 형식     | 10-300형 (9) (Tc9) | 10-300형 (8) (M8) | 10-300형 (7) (M7) | 10-300형 (6) (T6) | 10-300형 (5) (T5) | 10-300형 (4) (M4) | 10-300형 (3) (M3) | 10-300형 (2) (M2) | 10-300형 (1) (M1) | 10-300형 (0) (Tc1) |
| 탑재기기 | BT | SIV,CP | VVVF | | | | VVVF | SIV,CP | VVVF | BT |
| 차량중량 | 29.4t | 31.0t | 31.3t | 25.2t | 25.2t | 28.0t | 31.3t | 31.0t | 31.3t | 29.4t |
| 차량번호 | 10-499 10-509 10-519 10-529 10-539 10-549 10-559 10-569 10-579 10-589 10-599 10-609 10-619 10-629 10-639 10-649 10-659 10-669 10-679 10-689 10-699 10-709 10-719 10-729 | 10-498 10-508 10-518 10-528 10-538 10-548 10-558 10-568 10-578 10-588 10-598 10-608 10-618 10-628 10-638 10-648 10-658 10-668 10-678 10-688 10-698 10-708 10-718 10-728 | 10-497 10-507 10-517 10-527 10-537 10-547 10-557 10-567 10-577 10-587 10-597 10-607 10-617 10-627 10-637 10-647 10-657 10-667 10-677 10-687 10-697 10-707 10-717 10-727 | 10-496 10-506 10-516 10-526 10-536 10-546 10-556 10-566 10-576 10-586 10-596 10-606 10-616 10-626 10-636 10-646 10-656 10-666 10-676 10-686 10-696 10-706 10-716 10-726 | 10-495 10-505 10-515 10-525 10-535 10-545 10-555 10-565 10-575 10-585 10-595 10-605 10-615 10-625 10-635 10-645 10-655 10-665 10-675 10-685 10-695 10-705 10-715 10-725 | 10-494 10-504 10-514 10-524 10-534 10-544 10-554 10-564 10-574 10-584 10-594 10-604 10-614 10-624 10-634 10-644 10-654 10-664 10-674 10-684 10-694 10-704 10-714 10-724 | 10-493 10-503 10-513 10-523 10-533 10-543 10-553 10-563 10-573 10-583 10-593 10-603 10-613 10-623 10-633 10-643 10-653 10-663 10-673 10-683 10-693 10-703 10-713 10-723 | 10-492 10-502 10-512 10-522 10-532 10-542 10-552 10-562 10-572 10-582 10-592 10-602 10-612 10-622 10-632 10-642 10-652 10-662 10-672 10-682 10-692 10-702 10-712 10-722 | 10-491 10-501 10-511 10-521 10-531 10-541 10-551 10-561 10-571 10-581 10-591 10-601 10-611 10-621 10-631 10-641 10-651 10-661 10-671 10-681 10-691 10-701 10-711 10-721 | 10-490 10-500 10-510 10-520 10-530 10-540 10-550 10-560 10-570 10-580 10-590 10-600 10-610 10-620 10-630 10-640 10-650 10-660 10-670 10-680 10-690 10-700 10-710 10-720 |

## 현황
현재 운행 중인 차량은 가독성을 높이기 위하여 굵은 글씨로 표시하였다.

### 10-300R형
| 차호        | 도입 시기 | 운행 중단 시기 | 비고 |
| ----------- | --------- | -------------- | --- |
| 10-310 편성 | 2005년    | 2016년         | 수명이 남아 있던 기존 10-000형 전동차의 중간 객차에 선두 객차만 신조한 편성으로, 중간 객차의 내구 연한 만료에 따라 폐차되었다. |
| 10-320 편성 | 2005년    | 2016년         | 수명이 남아 있던 기존 10-000형 전동차의 중간 객차에 선두 객차만 신조한 편성으로, 중간 객차의 내구 연한 만료에 따라 폐차되었다. |
| 10-330 편성 | 2005년    | 2016년         | 수명이 남아 있던 기존 10-000형 전동차의 중간 객차에 선두 객차만 신조한 편성으로, 중간 객차의 내구 연한 만료에 따라 폐차되었다. |
| 10-340 편성 | 2005년    | 2015년         | 수명이 남아 있던 기존 10-000형 전동차의 중간 객차에 선두 객차만 신조한 편성으로, 중간 객차의 내구 연한 만료에 따라 폐차되었다. |
| 10-350 편성 | 2005년    | 2015년         | 수명이 남아 있던 기존 10-000형 전동차의 중간 객차에 선두 객차만 신조한 편성으로, 중간 객차의 내구 연한 만료에 따라 폐차되었다. |
| 10-360 편성 | 2005년    | 2016년         | 수명이 남아 있던 기존 10-000형 전동차의 중간 객차에 선두 객차만 신조한 편성으로, 중간 객차의 내구 연한 만료에 따라 폐차되었다. |

### E231계 기반
| 차호        | 도입 시기      | 운행 중단 시기 | 비고                                                                 |
| ----------- | -------------- | -------------- | -------------------------------------------------------------------- |
| 10-370 편성 | 2005년         | 2021년         | 8량 편성으로 도입되었으며, 10량 편성으로 증량되지 못하고 폐차되었다. |
| 10-380 편성 | 2005년         | 2022년         | 8량 편성으로 도입되었으며, 10량 편성으로 증량되지 못하고 폐차되었다. |
| 10-390 편성 | 2005년         | 2021년         | 8량 편성으로 도입되었으며, 10량 편성으로 증량되지 못하고 폐차되었다. |
| 10-400 편성 | 2005년         | 2022년         | 8량 편성으로 도입되었으며, 10량 편성으로 증량되지 못하고 폐차되었다. |
| 10-410 편성 | 2005년         | 2022년         | 8량 편성으로 도입되었으며, 10량 편성으로 증량되지 못하고 폐차되었다. |
| 10-420 편성 | 2005년         | 2022년         | 8량 편성으로 도입되었으며, 10량 편성으로 증량되지 못하고 폐차되었다. |
| 10-430 편성 | 2005년         | 2022년         | 8량 편성으로 도입되었으며, 10량 편성으로 증량되지 못하고 폐차되었다. |
| 10-440 편성 | 2005년         | 2022년         | 8량 편성으로 도입되었으며, 10량 편성으로 증량되지 못하고 폐차되었다. |
| 10-450 편성 | 2006년, 2010년 | 운행 중        | 8량 편성으로 도입되었으며, 2010년에 10량 편성으로 증량되었다.        |
| 10-460 편성 | 2006년, 2010년 | 운행 중        | 8량 편성으로 도입되었으며, 2010년에 10량 편성으로 증량되었다.        |
| 10-470 편성 | 2006년, 2010년 | 운행 중        | 8량 편성으로 도입되었으며, 2010년에 10량 편성으로 증량되었다.        |
| 10-480 편성 | 2006년, 2010년 | 운행 중        | 8량 편성으로 도입되었으며, 2010년에 10량 편성으로 증량되었다.        |

### E233계 기반
| 차호        | 도입 시기 | 운행 중단 시기 | 비고 |
| ----------- | --------- | -------------- | ---- |
| 10-490 편성 | 2013년    | 운행 중        |      |
| 10-500 편성 | 2013년    | 운행 중        |      |
| 10-510 편성 | 2013년    | 운행 중        |      |
| 10-520 편성 | 2015년    | 운행 중        |      |
| 10-530 편성 | 2015년    | 운행 중        |      |
| 10-540 편성 | 2015년    | 운행 중        |      |
| 10-550 편성 | 2016년    | 운행 중        |      |
| 10-560 편성 | 2016년    | 운행 중        |      |
| 10-570 편성 | 2016년    | 운행 중        |      |
| 10-580 편성 | 2016년    | 운행 중        |      |
| 10-590 편성 | 2016년    | 운행 중        |      |
| 10-600 편성 | 2016년    | 운행 중        |      |
| 10-610 편성 | 2016년    | 운행 중        |      |
| 10-620 편성 | 2016년    | 운행 중        |      |
| 10-630 편성 | 2017년    | 운행 중        |      |
| 10-640 편성 | 2017년    | 운행 중        |      |
| 10-650 편성 | 2021년    | 운행 중        |      |
| 10-660 편성 | 2022년    | 운행 중        |      |
| 10-670 편성 | 2022년    | 운행 중        |      |
| 10-680 편성 | 2022년    | 운행 중        |      |
| 10-690 편성 | 2022년    | 운행 중        |      |
| 10-700 편성 | 2022년    | 운행 중        |      |
| 10-710 편성 | 2022년    | 운행 중        |      |
| 10-720 편성 | 2022년    | 운행 중        |      |

## 같이 보기
- 동일본 여객철도 E231계 전동차
- 동일본 여객철도 E233계 전동차
- 도쿄 도 교통국 10-000형 전동차
- 게이오 전철 6000계 전동차
- 게이오 전철 9000계 전동차